# Luigi Fagioli
Luigi Fagioli (Osimo, Ancona, 9 juni 1898 – Monte Carlo, Monaco, 20 juni 1952) was een Italiaans Formule 1-coureur. Hij reed in 1950 en 1951 zeven Grands Prix voor het team Alfa Romeo en hij werd tweede in het 1935 Europees Kampioenschap . Hij is de enige Formule 1 race winnaar die geboren werd in de 19e eeuw, tevens is hij de oudste coureur ooit die een race won, namelijk de GP van Frankrijk in 1951. Hij reed ook veel Grand prix voor de Formule 1 en ook het AIACR Europees Kampioenschap. Hij overleed drie weken na een ongeluk, dat gebeurde tijdens de training voor de Monaco grand prix van 1952, aan inwendige verwondingen.

## Carrière
Fagioli's eerste races waren hill-climbing en ander auto races voor grand prix racing in 1926.Door de niet zo super goede auto waar hij mee reed kon hij niet veel winnen. Maar in 1928 kon hij toch de Grand prix van het circuit Rimini winnen. In 1930 kreeg hij de kans om voor het team van Maserati te gaan rijden. Luigi had het talent en nu ook de auto om races te winnen en dat bewees hij direct door de Grand prix van het Avellino circuit te winnen. Hij won dat jaar ook nog de Coppa Ciano en de Coppa Castelli. In 1931 zou hij een van de allerbeste battels in geschiedenis vechten tegen Louis Chiron in de Monaco Grand Prix. Chiron zou uiteindelijk dit gevecht winnen maar niet veel later slaat Fagioli terug door de Grand prix van Monza te winnen. In 1933 gaat Luigi van Maserati naar het team van Ferrari dat toen nog met Alfa Romeo's reed. Hij zou dat jaar 2 races winnen maar toch gaat hij voor het volgende jaar naar Mercedes. De twee jaren met Mercedes waren succes vol maar hij koos ervoor om naar Auto Union te gaan voor 1936 omdat er team orders werden gebruikt in het voordeel van zijn teamgenoot Rudolf Caracciola. In 1936 werd de relatie tussen hij en Rudolf Caracciola niet beter maar door gezondheids problemen kon hij niet meer zo goed meerijden en nam hij aan het einde van 1937 het besluit om voorlopig te stoppen met racen. Maar in 1948 rijd hij terug mee en in 1950 is hij terug in topvorm in het Formule 1 seizoen.

## AIACR Europees Kampionschap
Luigi reed zijn eerste race in het Europees kampioenschap met Maserati maar zijn grote succes zou komen samen met Mercedes-Benz in 1935. Met zijn ene win en 4 podiums kan hij tweede worden achter zijn teamgenoot en rivaal Rudolf Caracciola. Helaas kon hij door zijn gezondheids problemen deze resultaten niet meer behalen in 1936 en 1937.

## Formule 1
In 1950 start het eerste Formule 1 seizoen en Luigi doet er aan mee met het beste team Alfa Romeo. Luigi is in topvorm en hij start het seizoen ook direct op het podium achter teamgenoot Farina. Maar in Monaco is heeft hij pech en crasht hij. Hierna gaat Fagioli aan het werk en wordt hij tweede in de grand prix van Zwitserland, België en Frankrijk. De laatste race finisht hij nogmaals op het podium op de derde plaats. Luigi haalde 5 podiums in een geweldig seizoen maar omdat hij geen races heeft gewonnen werd hij maar 3de in het kampioenschap achter teamgenoten Farina(die wereldkampioen werd) en racing Legende Fangio. In 1952 start hij maar 1 race en dat is de Franse Grand Prix waar hij zijn eerste en enige winst haalt in Formule 1.

## Resultaten

### Formule 1
| Seizoen | Team           | Chassis        | 1    | 2    | 3    | 4  | 5    | 6    | 7    | 8    | Pos  | Pts     |
| ------- | -------------- | -------------- | ---- | ---- | ---- | -- | ---- | ---- | ---- | ---- | ---- | ------- |
| 1950    | Alfa Romeo SpA | Alfa Romeo 158 | 2    | Ret  | Vlag | 2  | 2    | 2    | (3)  |      | 3de  | 24 (28) |
| 1951    | Alfa Romeo SpA | Alfa Romeo 159 | Vlag | Vlag | Vlag | 1† | Vlag | Vlag | Vlag | Vlag | 11de | 4       |

### AIACR Europees Kampioenschap
| Seizoen | Team                 | Chassis       | 1    | 2    | 3    | 4    | 5    | 6   | 7 | Pos  | Pts |
| ------- | -------------------- | ------------- | ---- | ---- | ---- | ---- | ---- | --- | - | ---- | --- |
| 1931    | Officine A. Maserati | Maserati M26  | Vlag | Ret  | Vlag |      |      |     |   | 26st | 22  |
| 1932    | Officine A. Maserati | Maserati V5   | 2    | Vlag | Vlag |      |      |     |   | 7de  | 18  |
| 1935    | Daimler-Benz AG      | Mercedes W25A | 1    | 4    | 2    | 6    | 2    | Ret |   | 2de  | 22  |
| 1935    | Daimler-Benz AG      | Mercedes W25B |      |      |      |      |      |     | 2 | 2de  | 22  |
| 1936    | Daimler-Benz AG      | Mercedes W25  | Ret  |      |      |      |      |     |   | 14de | 26  |
| 1936    | Daimler-Benz AG      | Mercedes W25K |      | 5    | Ret  | Vlag |      |     |   | 14de | 26  |
| 1937    | Auto Union AG        | Auto Union C  | Vlag | DNS  | Vlag | 7    | Vlag |     |   | 20st | 36  |